# Arthur Johnston (poète)
Pour les articles homonymes, voir Arthur Johnston et Johnston.
Arthur Johnston, né vers 1579 et mort à Oxford en 1641, est un médecin et poète écossais.

## Biographie
Arthur Johnston est né dans un lieu situé à quelques lieues d’Aberdeen en Écosse, où ses ancêtres tenaient un rang élevé.
Il fit ses études dans son pays. A seize ans, attiré à Sedan, sans doute par les avantages que l'Académie de Sedan, alors naissante, procurait aux savants étrangers qui voulaient contribuer à sa célébrité, il y arriva dans les premiers jours de novembre 1603, accompagné de Gaultier Donaldson, son compatriote. Le 22 de novembre il fut nommé régent de la troisième classe du collège académique ; il passa à la seconde classe le 10 juillet 1604, et fut nommé en même temps professeur de logique et de métaphysique. Il exerça durant six ans ces emplois. Ses moments de loisir étaient consacrés à parfaire ses connaissances dans la physique et dans la médecine. Le Conseil académique le nomma, le 15 octobre 1610, à la chaire de physique, à la succession de Donaldson. Cette année là, il reçut le degré de docteur en médecine dans l’Université de Padoue.

## Ses œuvres
- Quinque Theses Philosophicæ sub presidio Arturi Jonstoni, philosophiæ civilis prqfessoris in illustri academia Sedanensi, propugnatæ, Sedan, sans nom d’imprimeur, 1605 et 1606, in-4°.

Voici les sujets de ces thèses, avec les noms des candidats qui les ont soutenues :
1. De Natura Metaphysicæ; respondente Joan. Brazyo, Baudonvillensi, 26 janv. 1605.
2. De Enunciatione ; resp. Claudio Gouyonio, Brittone, 9 febr. 1605.
3. De Loco ; resp. eodem Brazyo, 30 martii 1605.
4. De Ente in genere 5 resp. Phinee Maravato, 20 aprilis 1605.
5. De Veritate; resp. Antonio Genevensio, Rothomagensi, 4 janv. 1606.

- Consilium collegi medici Paris. de Mania G. Eglishemii, quam prodidit scripte cui titulus : Duellum poeticum pro dignitaœ paraphraseos Plasmï CIV. decertantibus G. Eglishemio medico, et G. Buchanano pædonomo regio., Paris, sans nom d'imprimeur, 1619, in-8°, 13 p.
- Elegia in obitum Jacobi pacifici magnæ Britanniæ, F ranciæ et Hiberniæ regis, fideique de ensoris, Londres, 1625, in—8°.
- Parerga, Aberdoniæ, 1632, in-8°.
- Epigrammata, Aberdoniæ, 1632, in-8°.
- Paraphrasis Cantici Canticorum Salomonis, Carmine, Lond., 1633, in-8°.